# Manfred Grohmann
Manfred Grohmann (* 1953 in Emmershausen) ist ein deutscher Bauingenieur.

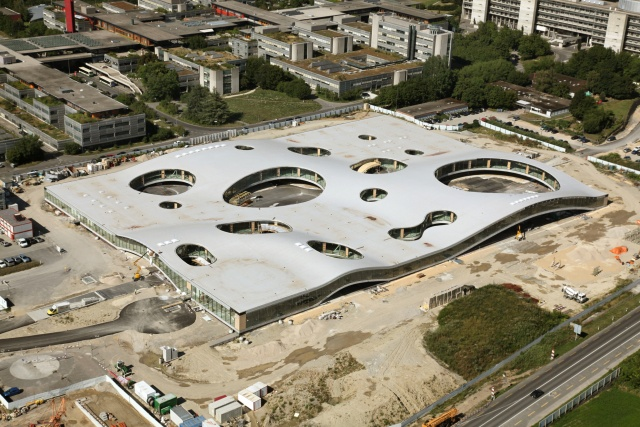
Rolex Learning Center, Lausanne

## Werdegang
Grohmann studierte bis 1979 an der TU Darmstadt, war kurz in der Bauindustrie und ab 1981 Assistent am Lehrstuhl für Grundbau und Bodenmechanik der TU Darmstadt. Mit seinem Studienkollegen Klaus Bollinger gründete er 1983 das Ingenieurbüro Bollinger und Grohmann in Frankfurt am Main. 1996 wurde er Professor für Tragwerksplanung an der Universität Kassel. Er hatte auch Lehraufträge an der TU Darmstadt, an der Städelschule Frankfurt am Main und an der École Spéciale d’Architecture (ESA) in Paris. Er ist seit 2010 im Executive Council der International Association for Shell and Spatial Structures (IASS) und hat Ehrenprofessuren an der University of Nottingham und der University of Melbourne.

## Bauten
- BMW Blob auf der IAA 1999 (Architekten: Bernhard Franken, ABB)
- Tetraeder, Bottrop (Architekt: Wolfgang Christ)
- Pegelturm Großer Goitzschesee (Architekt: Wolfgang Christ)
- Fußgängerbrücke, Landsweiler-Reden (Architekten: FloSundK)
- BMW Welt, München (Architekten: Coop Himmelb(l)au, Wolf D. Prix)
- Erweiterung Städelmuseum, Frankfurt (Architekten: Schneider + Schumacher)
- Hungerburgbahn, Innsbruck (Architektin: Zaha Hadid)
- Rolex Learning Center, Lausanne (Architekten: SANAA)
- Louvre-Lens (Architekten: SANAA)
- EZB Neubau, Frankfurt am Main
- 2012: Runde Fabrikhalle, Vitra Campus-Weil am Rhein (Architekten: SANAA und NKBAK)[1][2]
- 2013–2015: Europäische Schule, Frankfurt am Main (Architekten: NKBAK)[3][4]
- 2016: Public Condenser, Gif-sur-Yvette (Architekten: Studio Muoto)[5]
- 2019: Belvedere, Hamburg (Architekten: Kawahara Krause)[6][7][8]

## Bücher
- Peter Cachola Schmal (Hrsg.): Workflow: Struktur – Architektur, Klaus Bollinger + Manfred Grohmann. Birkhäuser Verlag 2004
- Marius Mensing, Anca Timofticiuc, Ute Frank, Helga Blocksdorf (Hg.): EKLAT. Entwerfen und Konstruieren in Lehre, Anwendung und Theorie. Universitätsverlag der TU Berlin, Berlin 2011 mit Beiträgen von Ute Frank, Carl Zillich, Gesche Joost, Sascha Weidner, Helga Blocksdorf, Anne Kockelkorn, Friedrich Kittler und Manfred Grohmann
- Christian Schittich (Hrsg.): Bollinger und Grohmann GmbH. München, Detail 2013